# Jesse James Hollywood
Jesse James Hollywood (né le 28 janvier 1980 à Los Angeles) est un ancien trafiquant de drogue et fugitif. Il a enlevé et a ordonné le meurtre de Nicholas Markowitz. Il est actuellement emprisonné à Saint Quentin pour ces faits. C'est Ryan Hoyt qui a tué l'adolescent alors âgé de quinze ans.
Avec l'argent gagné grâce à la drogue, Jesse James Hollywood s'est acheté une propriété de 200 000 dollars en Californie du Sud et de nombreuses voitures de sport.
Le 12 juin 2004, le portrait de Jesse James Hollywood est dépeint par l'émission de la FOX, America's Most Wanted. On apprend alors qu'Hollywood a vécu à Saquarema au Brésil. En collaboration avec les autorités brésiliennes, les autorités américaines retrouvent le cousin qu'Hollywood était supposé retrouver en Amérique du Sud.
Jesse Taylor Rugge a été condamné à une peine de prison à perpétuité (avec la possibilité d'une liberté conditionnelle après une durée minimum de 7 ans) dans la prison d'État de Avenal pour sa complicité dans le meurtre. Après une première demande de remise en liberté conditionnelle refusée en 2006, il l'obtient en juillet 2013 et sort de prison en octobre 2013. 
Jesse James Hollywood, qui risquait la peine de mort, a été condamné le 15 juillet 2009 à la prison à vie sans possibilités de libération conditionnelle pour enlèvement et meurtre par la Cour supérieure de Santa Barbara. Ce jugement fut confirmé le 6 février 2010.
Le film Alpha Dog (2006), s'inspire de l'enlèvement et du meurtre de Nicholas Markowitz.